# Харчук Борис Микитович
Бори́с Мики́тович Харчу́к (13 вересня 1931, с. Лози — 16 січня 1988, м. Рига) — український радянський письменник, член Спілки письменників СРСР з 1958 року.

## Життєпис

Меморіальні таблиці на хаті Бориса Харчука у рідному селі

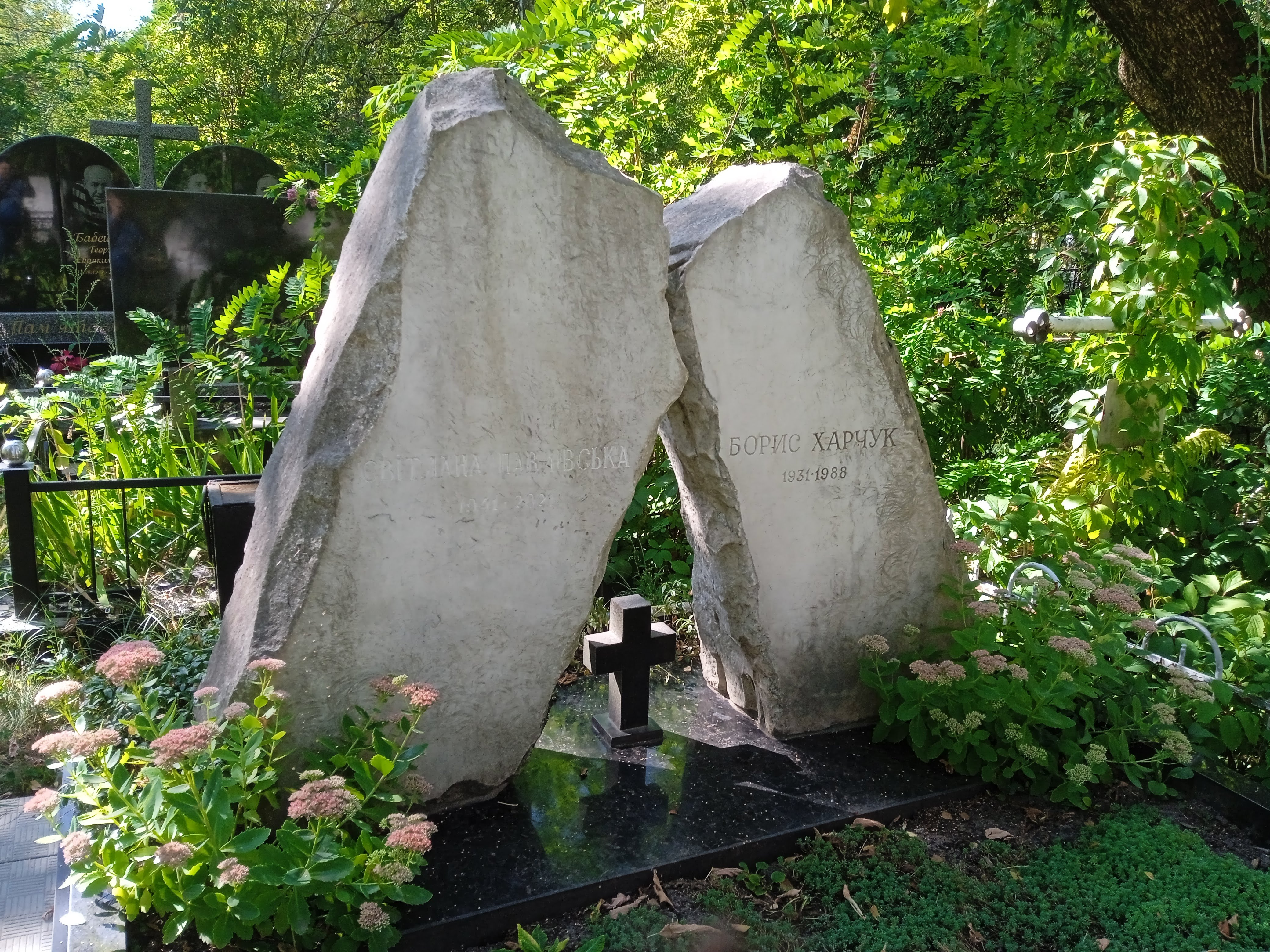
Могила на Берківцях

Народився 13 вересня 1931 року в селі Лози (нині Кременецького району Тернопільської області) в селянській родині. Навчався в Учительському інституті у Кременці, де одним із його педагогів був Віктор Андрієвський. У 1954 році закінчив Полтавський педагогічний інститут та Вищі літературні курси в Москві при Літінституті імені М. Горького. Працював спочатку журналістом, потім був завідувачем преси ЦК ВЛКСМ, першим редактором дитячого журналу «Малятко». З 1960-их на творчій роботі. Був одним із підписантів листа-протесту 139-ти на ім'я Леоніда Брежнєва, Олексія Косигіна та Миколи Підгорного з вимогою припинити практику протизаконних політичних судових процесів. У зв'язку з цим певний час його твори не виходили друком.
|  | Він починав з віршів, підготував навіть цілу збірку, але швидко зрозумів, що покликанням його є проза. Влітку 1954 року викладач української літератури педагогічного інституту О. Й. Данисько привів свого випускника в літературно-меморіальний музей І. П. Котляревського і рекомендував на посаду наукового працівника. Там невдовзі він і розпочав писати свою першу повість «Йосип з гроша здачі» (в первісному варіанті вона називалася «Йосип з копійки здачі»). Робоче місце Харчука директор визначив за столиком біля вікна, що виходило на Першотравневий проспект. На столик Борис поклав велику сіру теку, яку приніс із собою, — там були його рукописи, туди складав він і аркуші першого прозового твору. Своїм колегам по музею він розповідав про своє бідне дитинство, матір-селянку, про Волинь, яку любив понад усе... Одного разу його обурила поведінка директора музею, який необачно осмілився штовхнути Харчука на конфлікт з неугодним йому працівником. Борис Микитович дав йому гідну відповідь. Потім, коли був вільний час і не було директора, він читав свою повість і вислуховував поради та зауваження. Проза його все більше й більше захоплювала, і він наполегливо працював над повістю, яку згодом і закінчив. У 1955 році він перейшов до редакції «Міліцейського свистка», але й там довго не затримався: у 1956 році журнал «Дніпро» опублікував повість «Йосип з гроша здачі» і його запросили в Київ. Там він працював у ЦК ЛКСМУ — завідував сектором преси, редагував журнал «Малятко», пізніше — був відповідальним секретарем журналу «Знання та праця». |

Письменник широкого діапазону, працював у жанрі роману, повісті, оповідання, новели, пастелі й есею. Писав твори для дорослих і дітей. Майстер психологічного реалізму й мінімалістичного стилю. Своїми художніми творами і своєю безкомпромісною поведінкою Борис Харчук наближав проголошення незалежної Української держави.
Жив у Києві. Помер 16 січня 1988 року від інфаркту в Ризі. Похований у Києві на Міському кладовищі «Берківці» (ділянка № 39; 50°29′48.0″ пн. ш. 30°23′45.5″ сх. д. / 50.496667° пн. ш. 30.395972° сх. д.).

## Творчість
Автор
- романів:
  - «Волинь» (у чотирьох томах, 1959—1966; друга редакція 1988),
  - «Місяць над майданом» (1971; друга назва у перевиданнях «Майдан»),
  - «Хліб насущний» (1976),
  - «Довга гора» («Кревняки») (1979; 1984).
- повістей і оповідань:
  - «Йосип з гроша здачі» (1957),
  - «З роздоріжжя» (1958),
  - «Станція „Настуся“» (1965),
  - «Закам'янілий вогонь» (1966),
  - «Зазимки і весни» (1967),
  - «Неслава» (1968),
  - «Горохове чудо» (1968),
  - «Помста» (1970),
  - «Материнська любов» (1972),
  - «Школа» (1979),
  - «Невловиме літо» (1981),
  - «Планетник» (журн. публ. 1981, першодрук у книжці «Горохове чудо» 1991),
  - «Облава» (1984),
  - «Подорож до зубра» (1986),
  - «Слово і народ» (1988).

Твори, котрі не могли з'явитися за життя автора, були опубліковані після його смерті: роман «Межі і безмежжя» (1989), повісті «Українські ночі» (1989), «De profundis» (1988) та «Мертвий час» (1990), начерки роману «Плач ненародженої душі» (1990), оповідання й новели: «Вечеря», «Дурна», «Верховина страт», «А ми громадим сіно» (усі — 1990), «Слово», «Іде», «Вйо», «Постріляний, порубаний», «Нічна стежка» (усі — 1991).
Із запланованого 4-томного видання творів Б. Харчука з'явилося лише два томи у 1991 році.

### Публікації
- Харчук Б. Волинь: Роман. Тетралогія. — К.: Дніпро, 1988.: Кн. 1-2. — 567с.; Кн. 3-4. — 750 с.
- Харчук Б. Довга гора: Роман. — К.: Рад. письменник, 1979. — 293 с.
- Харчук Б. Кревняки: Роман. — К.: Дніпро, 1984. — 514 с.
- Харчук Б. Місяць над майданом: Роман. — К.: Рад. письменник, 1971. — 280 с.
- Харчук Б. Хліб насущний: Роман. — К.: Рад. письменник, 1976. — 246 с.
- Харчук Б. Горохове чудо: Повість. — К.: Веселка, 1968. — 112 с.
- Харчук Б. Йосип з гроша здачі: Повість. — К.: Веселка, 1969. — 140 с.
- Харчук Б. Невловиме літо: Повісті. — К.: Рад. письменник, 1981. — 343 с.
- Харчук Б. Неслава: Повість. — К.: Рад. письменник, 1968. — 130 с.
- Харчук Б. Подорож до зубра: Повісті / Худож. Д. О. Лукомський. — К.: Рад. письменник, 1986. — 368 с., іл.
- Харчук Б. Помста: Повість та новели. — К.: Веселка, 1970. — 279 с.
- Харчук Б. Розстріляні ночі: Нариси. — К.: Дніпро, 1979. — 66 с.
- Харчук Б. Далека стежка до весни: Повість // Вітчизна. — 1983. — № 4. — С. 20-62.
- Харчук Б. Облава: Повість // Київ. — 1983. — № 11. — С. 79-101.
- Харчук Б. Ой Морозе, Морозенку: Повість-легенда // Вітчизна. — 1983. — № 12. — С. 24-47.
- Харчук Б. Мар'яна: Повість //Вітчизна. — 1986. — № 4. — С. 19-89.
- Харчук Б. Останні оповідання: («Слово»; «Іде»; «Вйо»; «Постріляний»; «Порубаний»; «Нічна стежка») // Київ. — 1991. — № 1. — С. 9-18.
- Харчук Б. Свічка // Оповідання-87. — К., 1988. — С. 345-364.
- Харчук Б. Смерть у Москві: Оповідання // Київ. — 1993. — № 11. — С. 8-17.
- Харчук Б. Чортів закрут: Новела // Вільне життя. — 1983. — 16 трав.